# ISO 3166-2:UM
ISO 3166-2:UM — стандарт Международной организации по стандартизации, который определяет геокод. Является подмножеством стандарта ISO 3166-2, относящимся к Внешним малым островам США. Стандарт охватывает 4 острова и 5 атоллов. Геокод состоит из двух частей: кода Alpha2 по стандарту ISO 3166-1 для Внешних малых островов США — UM и дополнительного кода, записанных через дефис. Дополнительный код образован двухсимволичным числом. Одновременно Внешним малым островам США присвоен геокод второго уровня — US-UM как внешней территории США. Геокод являются подмножеством кода домена верхнего уровня — UM, присвоенного Внешним малым островам в соответствии со стандартами ISO 3166-1.

## Геокоды Внешних малых островов США
Геокоды 4 острова и 5 атоллов административно-территориального деления Внешних малых островов США.
| Геокод | Административная единица | Статус |
| ------ | ------------------------ | ------ |
| UM-81  | Остров Бейкер            | остров |
| UM-84  | Хауленд                  | остров |
| UM-86  | Остров Джарвис           | остров |
| UM-67  | Джонстон                 | атолл  |
| UM-89  | Риф Кингмен              | атолл  |
| UM-71  | Мидуэй                   | атолл  |
| UM-76  | Навасса                  | остров |
| UM-95  | Пальмира                 | атолл  |
| UM-79  | Уэйк                     | атолл  |

Геокоды Внешних малых островов США по стандарту ISO 3166-1
| Название                  | Alpha2 | Alpha3 | цифровой | Геокод по ISO 3166-2 | Статус             |
| ------------------------- | ------ | ------ | -------- | -------------------- | ------------------ |
| Внешние малые острова США | UM     | UMI    | 581      | US-UM                | внешняя территория |

## Геокоды пограничных Внешним малым островам США государств
- Маршалловы Острова — ISO 3166-2:MH (на юге, на западе (морская граница)),
- Кирибати — ISO 3166-2:KI (на западе, на юго-западе, на востоке, на юго-востоке (морская граница)).